# Alferd Packer
Alferd Packer, egentligen Alfred G. "Alferd" Packer, född 21 januari 1842, död 23 april 1907, var en amerikansk prospektör som blev känd för att ha överlevt en expedition i Colorado på 1870-talet genom att äta sina döda kamrater. Han dömdes senare för mord och kannibalism, vilket gjorde honom till en av den amerikanska vilda västerns mest ökända figurer.
Packer dömdes först till döden för mord. Men straffet ändrades senare till 40 års fängelse för dråp. Han benådades 1901, och levde sina sista år i Littleton i Colorado.

## Biografi
Packer föddes som Alfred Griner Packer i Allegheny County i Pennsylvania, son till James Packer och dennes fru Esther Griner. I början av 1850-talet flyttade Alfred Packer tillsammans med sin familj till Lagrange County i Indiana, där hans far fått arbete som möbelsnickare.
Packer tjänstgjorde i unionsarmén under det amerikanska inbördeskriget. Efter det reste han västerut, där han provade en mängd olika jobb, bland annat i gruvor. Han hade dock ett dåligt rykte, och svårt att behålla ett jobb.
1873 anslöt han sig till en expedition med målet att hitta guld i San Juan-bergen i Coloradoterritoriet. Han påstod sig vara en vildmarksguide och den 9 februari 1874 ledde han en liten grupp på fem män upp i bergen. Bara Packer kom tillbaka levande. Efter att ha väckt misstankar och flera gånger ändrat sin historia erkände han att han hade överlevt genom att äta de andra deltagarna i expeditionen.